# Martin Childs
Martin David William Childs MBE (* 1. Juli 1954 in Bedford, Bedfordshire, England) ist ein britischer Artdirector und Szenenbildner, der unter anderem den Oscar für das beste Szenenbild gewann und ein weiteres Mal für diesen sowie einige andere Filmpreise nominiert war.

## Leben
Childs begann seine Laufbahn als Artdirector und Szenenbildner in der Filmwirtschaft 1985 bei der Fernsehserie Question Time und arbeitete bis heute an der szenischen Ausstattung von über dreißig Filmen mit.
1998 erhielt er für die szenische Ausstattung in Ihre Majestät Mrs. Brown (1997) von John Madden mit Judi Dench, Billy Connolly und Geoffrey Palmer seine erste von drei Nominierungen für den British Academy Film Award (BAFTA Film Award).
Bei der Oscarverleihung 1999 gewann Martin Childs zusammen mit Jill Quertier den Oscar für das beste Szenenbild für Shakespeare in Love (1998) von John Madden mit Joseph Fiennes und Gwyneth Paltrow in den Hauptrollen. Darüber hinaus war er für diesen Film zusammen mit Mark Raggett, Steven Lawrence und Frances Bennett für den Excellence in Production Design Award der Art Directors Guild sowie jeweils allein für den BAFTA Film Award für das beste Produktionsdesign und den Golden Satellite Award für das beste Produktionsdesign nominiert.
2001 war Childs mit Quertier für einen weiteren Oscar für das beste Szenenbild nominiert, und zwar für den von Regisseur Philip Kaufman inszenierten Film Quills – Macht der Besessenheit (2000) mit Geoffrey Rush, Kate Winslet und Joaquin Phoenix. Daneben erhielt er hierfür eine weitere Nominierung für den BAFTA Film Award für das beste Produktionsdesign.
Für seine Verdienste als Produktionsdesigner in der Filmindustrie wurde er 2002 von Königin Elisabeth II. zum Mitglied des Order of the British Empire ernannt.
Er arbeitete als Produktionsdesigner für die Fernsehserie Parade’s End, die 2012 ausgestrahlt werden sollte.

## Filmografie (Auswahl)
- 1985: Question Time (Fernsehserie, eine Folge)
- 1989: Henry V.
- 1992: Peter’s Friends
- 1992: The Crying Game
- 1993: Viel Lärm um nichts (Much Ado About Nothing)
- 1994: Mary Shelleys Frankenstein
- 1994: King George – Ein Königreich für mehr Verstand (The Madness of King George)
- 1996: Portrait of a Lady
- 1997: Ihre Majestät Mrs. Brown (Mrs Brown)
- 1998: Shakespeare in Love
- 2000: Quills – Macht der Besessenheit (Quills)
- 2001: From Hell
- 2003: Kalender Girls (Calendar Girls)
- 2004: American Princess (Chasing Liberty)
- 2006: Das Mädchen aus dem Wasser (Lady in the Water)
- 2006: Miss Potter
- 2008: Der Junge im gestreiften Pyjama (The Boy in the Striped Pyjamas)
- 2010: London Boulevard
- 2011: W.E.
- 2013: One Chance – Einmal im Leben (One Chance)
- 2015: Mr. Holmes
- 2015: Best Exotic Marigold Hotel 2 (The Second Best Exotic Marigold Hotel)
- 2016–2019: The Crown (Fernsehserie, 30 Folgen)

## Auszeichnungen
- 1999: Oscar in der Kategorie Bestes Szenenbild für Shakespeare in Love